# Johann Heinrich Wilhelm Hartmann
Johann Heinrich Wilhelm Hartmann (* 9. Juli 1806 in Auhagen im Landkreis Schaumburg-Lippe; † 7. Januar 1881 ebenda) war ein deutscher Bürgermeister und Mitglied des kurhessischen Kommunallandtags.

## Leben
Johann Heinrich Wilhelm Hartmann war ein Sohn des Johann Cord Hartmann und dessen Ehefrau Anna Dorothea Behmer.
Er war Gutsbesitzer in seinem Heimatort und bekleidete dort in den Jahren von 1837 bis 1876 das Amt des Bürgermeisters.
In dieser Funktion erhielt er 1849 ein Mandat für die Kurhessische Ständeversammlung, gewählt aus den Reihen der Höchstbesteuerten in der Grafschaft Schaumburg und im Jahr darauf aus der Wählergruppe des Wahlbezirks Obernkirchen-Land.
Dieses Parlament wurde nach den Unruhen im Jahre 1830 zum Zweck der Beratung und Verabschiedung einer Verfassung gebildet und hatte bis 1866 Bestand, als das Land Hessen durch Preußen annektiert wurde.
Von 1868 bis 1874 war er Abgeordneter im kurhessischen Kommunallandtag des preußischen Regierungsbezirks Kassel.